# Komna
Komna est un plateau karstique dans les Alpes juliennes au nord-ouest de la Slovénie. Il a une altitude de 1 300 mètres à 1 750 mètres. Il a une forme triangulaire.